# 2,5-二羟基-1,4-苯二甲醛
2,5-二羟基-1,4-苯二甲醛是一种有机化合物，化学式为C8H6O4，它可由2,5-二甲氧基-1,4-苯二甲醛和三溴化硼在无水二氯甲烷中于0 °C反应制得。它和苯胺在乙醇中回流反应，可以得到2,5-二(苯亚氨基)-1,4-苯二酚。